# Shi Jidong
Shi Jidong 史计栋(cinese) (Jixian, 1835 – 26 febbraio 1908) è stato un insegnante cinese.
Shi Jidong (史计栋), zi Zhenbang (振邦), è il terzo allievo di Dong Haichuan fondatore della Scuola Shi di Baguazhang (Shipai Baguazhang, 史派八卦掌).

## Biografia
Shi Jidong è nato nel 1835 in Xiaozhaicun (小寨村), nell'area amministrativa di Jixian (冀县), nella provincia di Hebei. Durante la sua giovinezza studiò il Tantui. A Pechino fece amicizia con Yin Fu che lo presentò a Dong Haichuan, in seguito Shi divenne allievo di Dong. Dong Haichuan, dopo aver lasciato il Palazzo del Principe Su andò a vivere a casa sua. Il suo Baguazhang è influenzato dal Tantui.
Tra i suoi allievi:
- Han Fushun (韩福顺)
- Zhang Dexiu (张德修)
- Yu Qingjin (于庆进)
- Yang Rongben (杨荣本)